# Émilie de Vialar

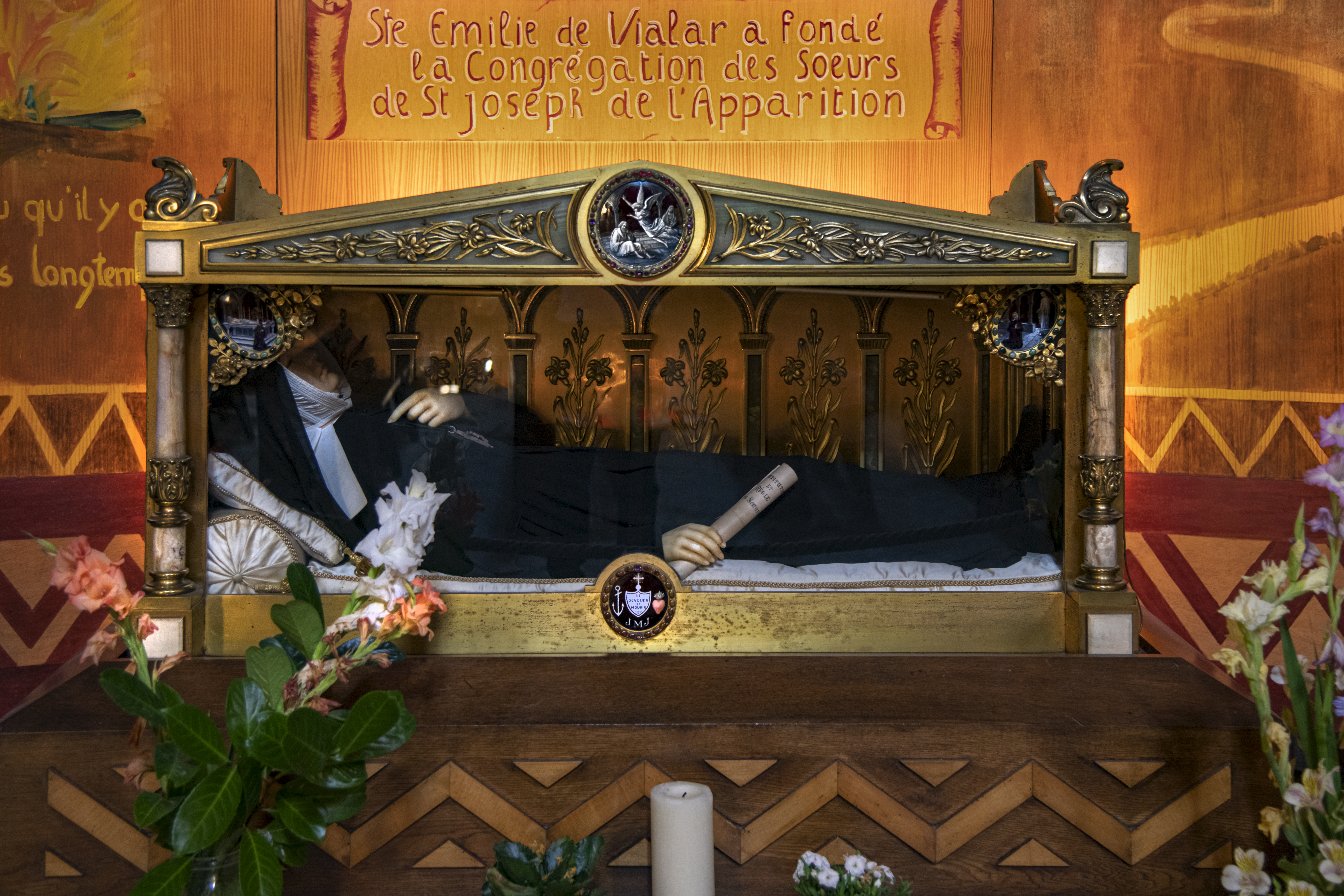
El seu reliquiari a Galhac.

Émilie de Vialar (Galhac, Tarn, Migdia-Pirineus, 12 de setembre de 1797 - Marsella, 24 d'agost de 1856) fou una religiosa occitana, fundadora de la congregació missionera de les Germanes de Sant Josep de l'Aparició. És venerada com a santa per l'Església catòlica.

## Biografia
Anne Marguerite Adelaide Émilie de Vialar va néixer a Galhac en 1797, en plena Revolució francesa al si d'una família acomodada, la dels barons de Vialar. Educada cristianament per la seva mare, és enviada després a l'escola, llavors laica. El 1810 la família s'instal·là a París i Emília estudià al col·legi de l'Abbaye-au-Bois, de la Congregació de la Mare de Déu de Sant Pere Fourier. El setembre del mateix anys va morir la seva mare, als 34 anys.
En fer els quinze anys torna a Galhac. El 1816 decideix de consagrar-se a la religió, arran d'una experiència mística i de la primera predicació que va tenir lloc a l'església del poble després de la Revolució. En una visió, va veure Crist mort sobre l'altar, amb les cinc nafres, i llavors feu la promesa de resar diàriament cinc parenostres i cinc avemaries. No obstant això, continua fent vida mundana, ja que el seu pare s'oposa a que entri en religió. Sota la direcció espiritual del pare Mercier, fa obres de caritat i visita els necessitats, donant-los ajut.

### Fundació de la congregació
La nit de Nadal de 1832, Emília i tres companyes seves es van tancar a una casa que havien comprat, vora l'església del poble amb part de l'herència que la jove havia rebut del seu avi el baró de Portal. Emília va deixar al seu pare, que continuava oposant-se a la seva vida, una carta de comiat i marxà en secret a la casa. La petita comunitat donà origen a la Congregació de les Germanes de Sant Josep de l'Aparició, posat sota l'advocació de sant Josep de Natzaret rebent l'anunci de l'encarnació de Crist. En sis mesos només, el grup va créixer fins a atènyer 26 germanes, que obtingueren l'aprovació del bisbe d'Albi, De Gualy. Hi viuen durant dos anys atenent els necessitats: pobres, malalts, ancians, etc., a domicili, i oferint educació als nens.
La intenció de les germanes era ésser missioneres i evangelitzar altres terres. El germà d'Emília, Augustin de Vialar, va marxar a Algèria, feia poc ocupada per França, el 1833 i va cridar la seva germana perquè atengués un hospital que s'hi havia obert. Les germanes hi arribaren a Alger l'agost de 1835 i assistiren les víctimes d'una epidèmia de còlera a Alger, independentment de la seva religió, la qual cosa va desvetllar la simpatia de la població, majoritàriament musulmana. Hi construïren un asil, un noviciat, un hospital i una escola: en acabar 1836, hi havia unes vint germanes treballant-hi. De mica en mica, l'institut va créixer i van obrir-se noves fundacions a Bona, Constantina i el 1839 Mustafà i Ben Aknou.

### Conflictes a Alger i Galhac
El bisbe d'Albi recomana Vialar que faci aprovar la congregació per la Santa Seu, però la fundadora va haver d'enfrontar-se al bisbe Dupuch, d'Alger, que volia intervenir en l'organització de la congregació i modificar-ne les constitucions perquè només poguessin treballar a la seva diòcesi. El 1840 funda una casa a Tunis, fora del protectorat francès i viatja a Roma, on és rebuda per Gregori XVI en desembre. El conflicte amb el bisbe Dupuch, però, fa que la congregació no sigui aprovada (només ho serà el 1862). Va rebre el decretum laudis (aprovació provisional) el maig de 1842, però poc després la congregació és expulsada d'Algèria per la pressió del bisbe. Mentrestant, en tornar de Roma, Emília va passar per París i Galhac, on va fer les paus amb el seu pare, tornant de nou a l'Àfrica. una tempesta al viatge de tornada fa que el vaixell faci escala a Malta, on Emília funda dues noves cases i s'està onze mesos.
Cap al 1844, Vialar havia fundat catorze cases, dedicant-hi bona part de l'herència del seu avi. Mentrestant, havia deixat la gestió econòmica de la congregació en mans d'una de les seves primeres companyes, Paulina Gineste; la gestió va ésser nefasta i va portar-la a la fallida econòmica. Els llibres de comptes havien estat falsejats i Vialar va haver d'anar als tribunals en un plet que l'ocupà entre 1847 i 1851 i que acabà amb la condemna d'Emília, arruïnada, i que va provocar una escissió en la congregació i la pèrdua de la casa de Galhac. Les partidàries de Vialar van deixar Galhac el 1847 i la congregació s'instal·là a Tolosa, però els rumors i la maledicència hi havien arribat i no hi reberen cap suport, per la qual cosa hagueren de marxar.

### Establiment a Marsella i mort
El 1852 arribaren a Marsella, on se n'estableix la nova casa mare amb el suport del bisbe Eugène de Mazenod, que també havia fundat un orde de missioneres, les Oblates de Maria Immaculada.
Mentrestant, des de Tunis, s'havien obert noves cases a Susa, Sfax, la Marsa i la Goleta. Les germanes són cridades a Xipre i Grècia, on va la mateixa fundadora, que viatja a Syra, Beirut i Jerusalem. Aviat s'obren noves cases a Quios, Jaffa, Trebisonda, Creta i Betlem i, després, a Saida, Trípoli, Erzerum i Alep el 1854. El 1854, el bisbe de Perth (Austràlia) havia demanat missioners i hi foren enviades quatre germanes, que fundaren la casa de Fremantle. Volent imitar l'exemple de Francesc Xavier, el 1856 envia sis germanes a l'Extrem Orient, responent a la crida del vicari de Birmània, que cerca missioners.
El mateix any, el 24 d'agost, Emília va morir a causa d'una hèrnia estrangulada a Marsella. En morir, la congregació s'estenia, en 42 cases en quatre continents (Europa, Àfrica, Àsia i Oceania).

## Veneració
Les seves restes, al cementiri de Saint-Pierre, van ésser portades el 1914 a la casa mare de Marsella. Fou canonitzada el 24 de juny de 1951 per Pius XII.